# 에드 넬슨
에드 넬슨(Edwin Stafford Nelson, 1928년 12월 21일 ~ 2014년 8월 9일)은 미국의 배우, 텔레비전 배우, 영화 배우이다.
뉴올리언스에서 태어났으며 그린즈버러에서 사망하였다. 사인은 심부전이다.

## 영화
- 오프스프링 (2009년)
- 성룡의 CIA (1998년) - 셔먼 장군 역
- 본야드 (1991년) - 제시 콜럼 역
- 에니메이터 (1989년)
- 폴리스 아카데미 3 - 재훈련 (1986년)
- 히로시마 원폭투하대 (1980년)
- 벤지 2 - 사랑을 위하여 (1977년)
- 아카풀코 골드 (1976년)
- 형사 Q (1976년)
- 미드웨이 (1976년)
- 댓츠 더 웨이 오브 더 월드 (1975년)
- 에어포트 75 (1974년)
- 명탐정 바나비 존즈 (1973년)
- 닥터 게논 (1969년)
- 늪에 빠진 여자 (1966년)
- FBI (1965년)
- 페이튼 플레이스 - TV 시리즈 (1964년)
- 도망자 (1963년)
- 빗속의 병사 (1963년)
- 더 뉴 브리드 (1961년)
- 추격 (1959년)
- 버켓 오브 블러드 (1959년)
- 더 브레인 이터스 (1958년)
- 나이트 오브 더 블러드 비스트 (1958년)
- 핫 카 걸 (1958년)
- 크라이 베이비 킬러 (1958년)
- 나는 갱 (1958년)
- 십대 혈거인 (1958년)
- 서부의 파라딘 (1957년)
- 페리 메이슨 (1957년)
- 비행접시 인간의 침입 (1957년)
- 크랩 몬스터의 공격 (1957년)
- 카니발 록 (1957년)
- 록 올 나이트 (1957년)
- 틴에이지 인형 (1957년)
- 딜론 보안관 (1955년)